# Climbach
Climbach é uma comuna francesa na região administrativa de Grande Leste, no departamento do Baixo Reno. 